# Бантиш Ганна Антонівна
Ганна Антонівна Бантиш — російська поміщиця, власниця села Паньківка.

## Біографія
Батьками Анни були майор Антон Лаврентійович і Віра Назарівна Мерцалова. Анна народилася на початку 19 століття в родовому маєтку в селі Паньківка.
9 листопада 1823 року обвінчалася з великим землевласником Федором Васильовичем Бантишем, у них було троє дітей Олександр, Софія, Надія.
Після смерті брата Ганна Антонівна успадкувала сільце Паньківка. За відомості 1860 роки їй належали 64 кріпаків і 42 дворових, 156 десятин орної землі, 23 десятини землі під сінокіс (всього 1 871 десятина землі).
Овдовівши в 1862 році, вона стала власницею 3 208 десятин землі і 405 кріпаків. У 1863 році Головне викупне управління дозволило вдові Бантиш отримати кредит за договором про викуп землі селянами села Паньківка.
У 1868 році «сільце … вдови гвардії поручика Анни Антонівни Бантиш і тимчасово зобов'язаних селян» Паньківка (Мерцалова) при річці Казенний Торець представляло собою 19 дворів, де проживали 101 чоловік і 83 жінки. А. А. Бантиш належали тут 1 837 десятин землі (з них 1 735 зручною).